# Le Nid des marsupilamis (album)
Le Nid des marsupilamis est un album de bande dessinée, le douzième de la série Les Aventures de Spirou et Fantasio. Il contient deux aventures : Le Nid des marsupilamis et La Foire aux gangsters.

## Personnages

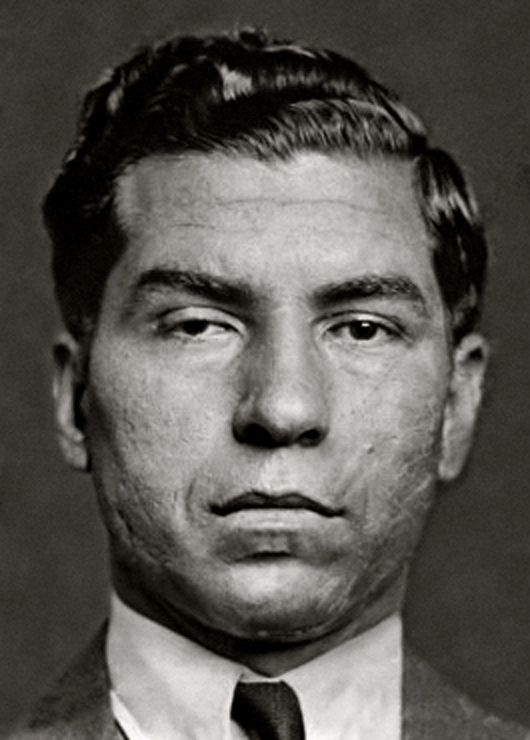
Lucky Luciano (vu ici en 1936) est parodié en Lucky Caspiano dans La Foire aux gangsters.

- Spirou
- Fantasio
- Spip
- Le marsupilami
- Seccotine
- Soto Kiki (première apparition)
- Gaston Lagaffe
- Bertrand (première apparition)

## Publications
L'album éponyme est publié pour la première fois le 15 octobre 1960 par les éditions Dupuis. 
L'album a également bénéficié d'un premier tirage de luxe, édité par les Éditions du Lion, en 1985, puis d'un second, édité par Marsu Productions, en 2006.

## Traductions
- Suédois : Familjen marsupilami, Carlsen Comics.

## Autour de l'album
- L'album fait partie de la liste des œuvres de littérature de jeunesse officiellement recommandées par le ministère de l'Éducation nationale[2], dans la catégorie bande dessinées.